# وکر میل (مریلند)
وکر میل (به انگلیسی: Walker Mill) شهری در ایالت مریلند کشور ایالات متحده آمریکا است که جمعیت آن در سرشماری سال ۲۰۱۰ میلادی، ۱۱٬۳۰۲ نفر بوده‌است.